# Molo v Brzeźnie
Molo v Brzeźnie (polsky Molo w Brzeźnie, Molo w Gdańsku Brzeźnie nebo Brzeźno Pier) je dřevěné molo na pobřeží Gdaňského zálivu Baltského moře. Nachází se ve čtvrti Brzeźno ve městě Gdaňsk v Pomořském vojvodství v Polsku. Molo patří mezi hlavní turistické atrakce na polské riviéře.

## Historie
První molo v Brzeźnie bylo postaveno v roce 1900 a v meziválečných letech mělo délku 250 metrů a později bylo zničeno.
Současné molo se nachází na jiném místě a bylo postaveno v letech 1993 až 1996 a slavnostně otevřeno 19. července 1996 a je 136 m dlouhé. V roce 2021 byla provedena renovace mola.

## Galerie

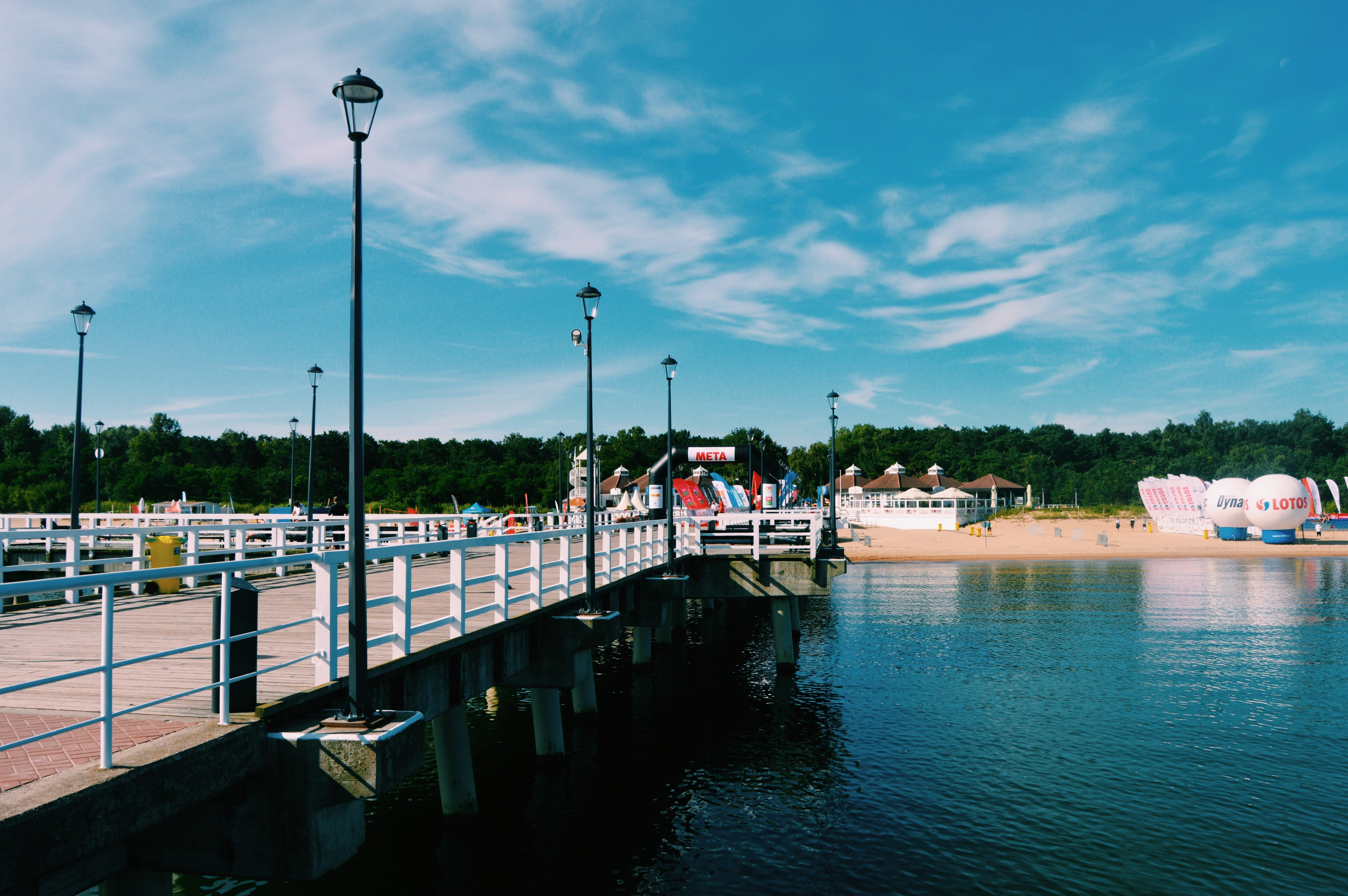
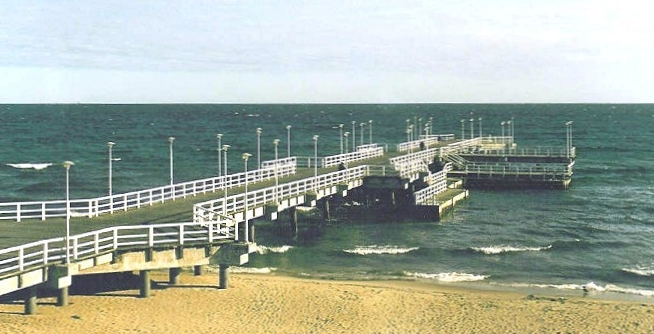
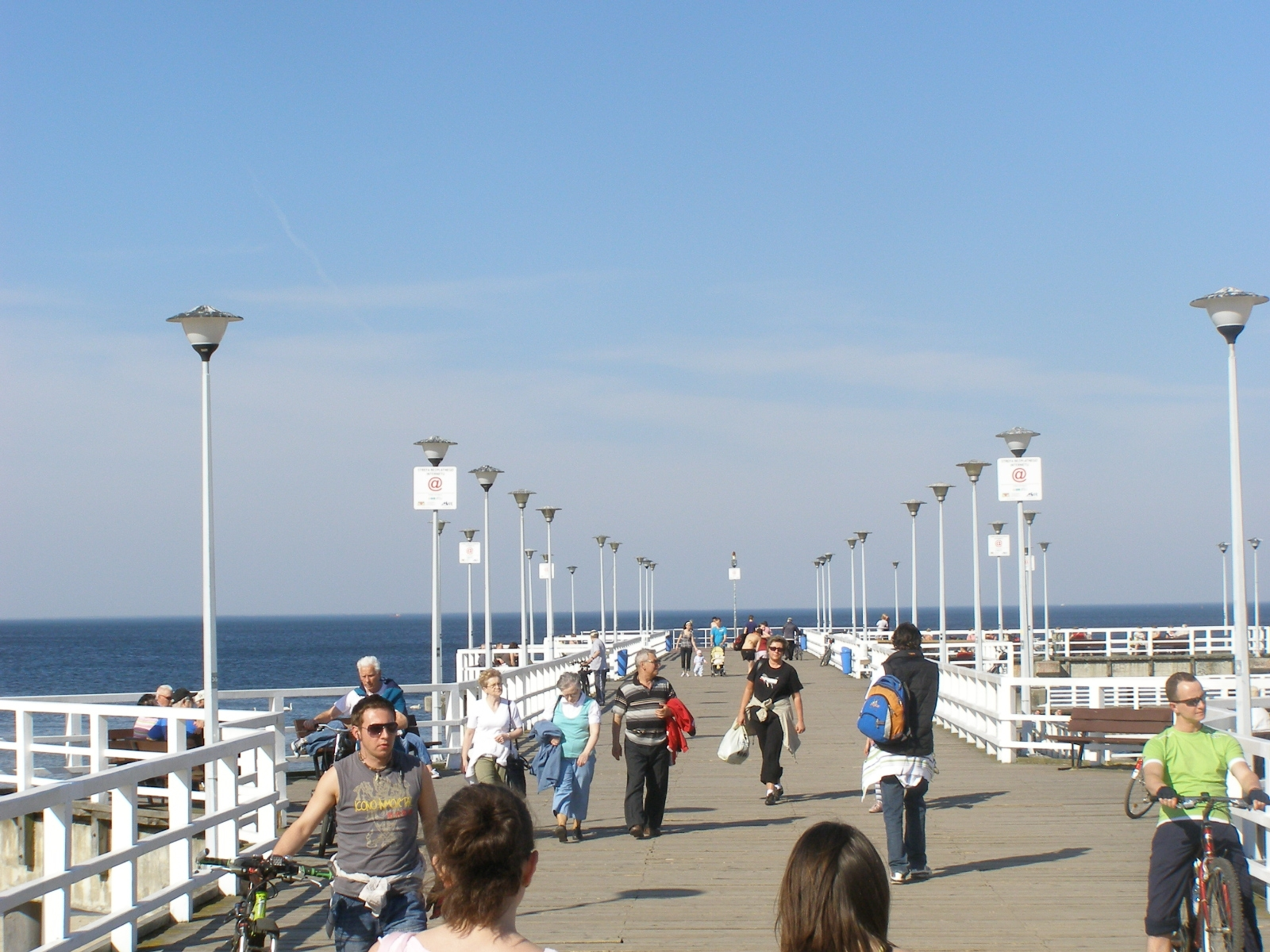
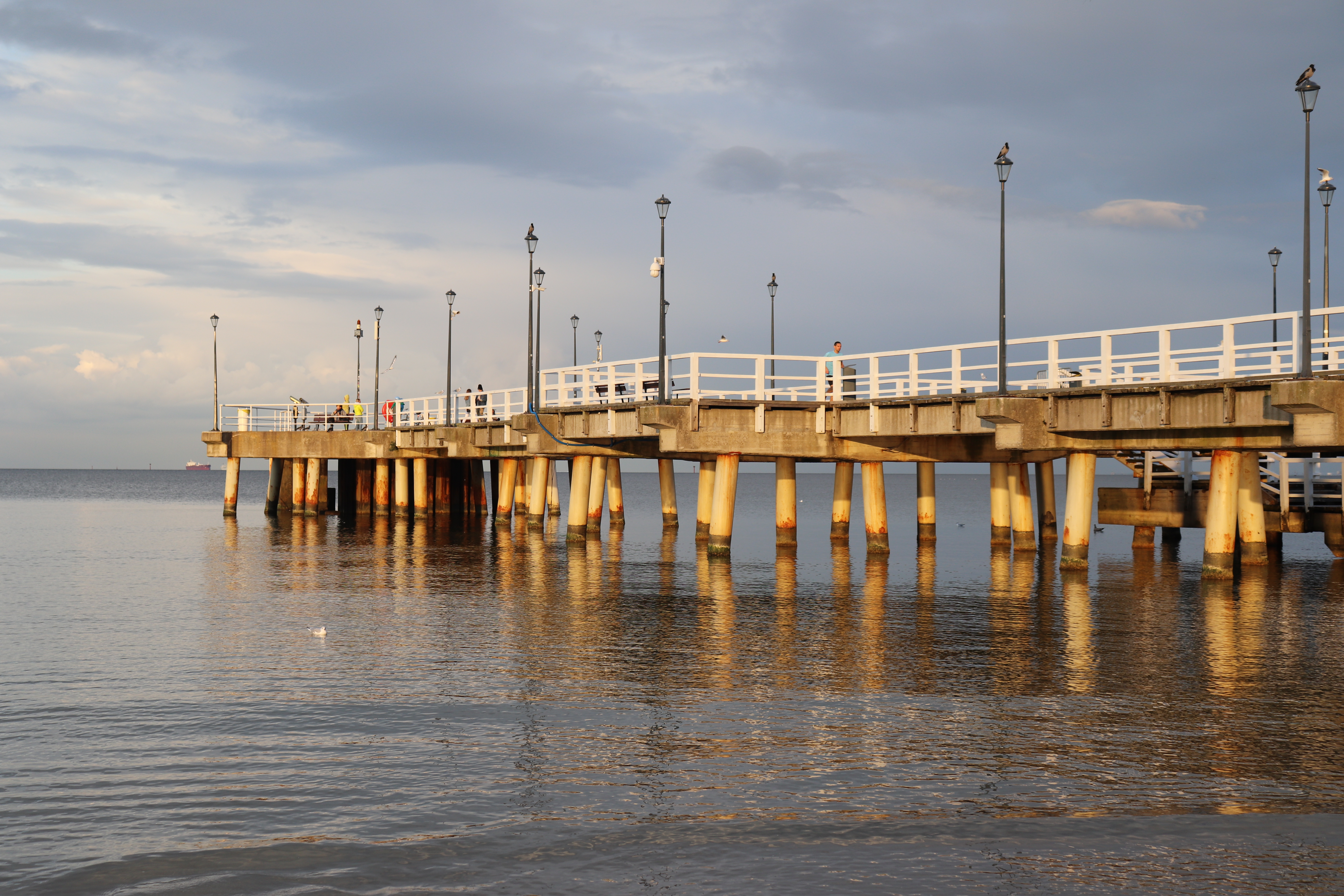